# Antonio Sabatucci

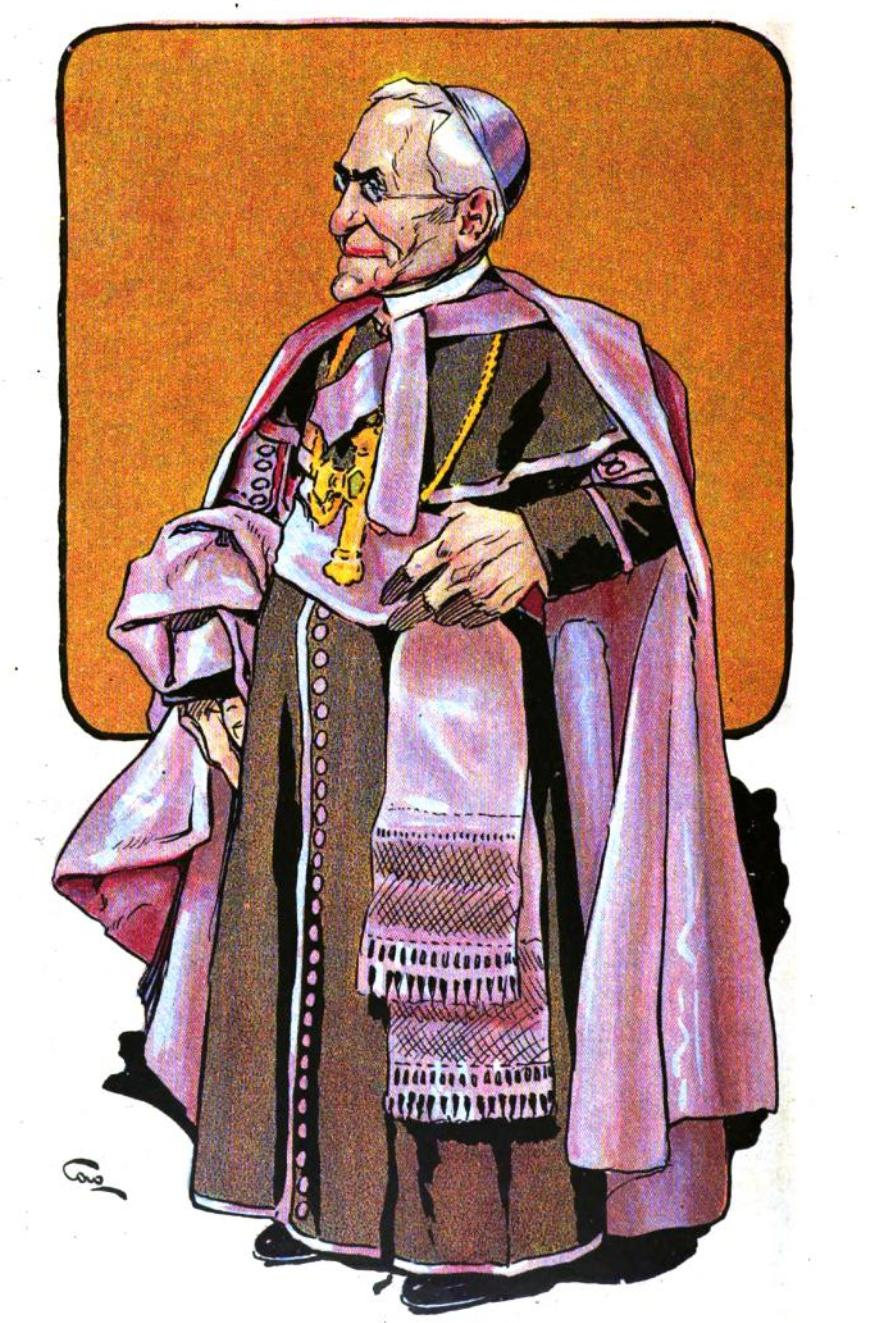
Antonio Sabatucci (Caras y Caretas, 1906)

Antonio Sabatucci (* 23. März 1835 in Ascoli Piceno, Italien; † 31. Dezember 1920 in Rom) war ein römisch-katholischer Erzbischof und vatikanischer Diplomat.

## Leben
Antonio Sabatucci empfing am 19. Dezember 1857 das Sakrament der Priesterweihe.
Am 1. Oktober 1890 ernannte ihn Papst Leo XIII. zum Titularbischof von Thebae und bestellte ihn zum Sekretär der Heiligen Ritenkongregation. Der Kardinalstaatssekretär Mariano Kardinal Rampolla del Tindaro, spendete ihm am 26. Oktober desselben Jahres die Bischofsweihe. Am 22. März 1892 ernannte ihn Leo XII. zum Titularerzbischof von Antinoë.
Am 24. April 1900 wurde Antonio Sabatucci zum Apostolischen Internuntius in Argentinien ernannt. Antonio Sabatucci trat am 9. November 1906 als Apostolischer Internuntius in Argentinien zurück.